# Ingomar von Kieseritzky
Compléments
Ingomar von Kieseritzky (né le 21 février 1944 à Dresde et mort le 5 mai 2019 à Berlin) est un écrivain allemand.

## Biographie
Ingomar von Kieseritzky est issu d'une famille noble des pays baltes. Il a fréquenté l'école dans différentes villes comme par exemple à Fribourg ou sur l'île de Langeoog. Ensuite il a été pendant un an accessoiriste au Goetheanum de Dornach et libraire à Berlin et Göttingen. Depuis 1971, il vit comme écrivain indépendant à Berlin.
Kieseritzky a écrit de la prose expérimentale, avec une tendance au grotesque et à l'absurde. Avec plus de cent titres, il est aussi un des auteurs allemands de théâtre radiophonique les plus productifs.

## Distinctions
- 1970 : prix d'encouragement de littérature du grand prix artistique du Lande de Basse-Saxe.
- 1973 : bourse d'études du prix artistique de Berlin.
- 1979 : bourse d'études de la Villa Massimo.
- 1989 : prix de littérature de la ville hanséatique de Brême.
- 1996 : prix des pièces radiophoniques des aveugles de guerre.
- 1997 : prix Alfred-Döblin.
- 1998 : membre de l'Académie des arts de Berlin[2].
- 1999 : Prix littéraire de Cassel pour l'humour grotesque.
- 2006 : bourse d'études Alfred-Döblin.

Le 1er septembre 2006 il a été nommé pour un an au jury du prix littérature de Bergen (aujourd'hui un quartier de Francfort).

## Œuvres
- Ossip und Sobolev oder Die Melancholie, Neuwied [et al.] 1968
- Tief oben, Neuwied [et al.] 1970
- Das eine wie das andere, Neuwied, 1971 (L’un comme l’autre, Gallimard, 1976)
- Liebes-Paare, Darmstadt [et al.] 1973
- Trägheit oder Szenen aus der vita activa, Stuttgart 1978
- Die ungeheuerliche Ohrfeige oder Szenen aus der Geschichte der Vernunft, Stuttgart 1981
- Obsession, Stuttgart 1984
- Tristan und Isolde im Wald von Morois oder Der zerstreute Diskurs, Graz 1987 (avec Karin Bellingkrodt)
- Das Buch der Desaster, Stuttgart 1988 (Le Livre des désastres, Bourin, 1989)
- Anatomie für Künstler, Stuttgart 1989 (Precis d’anatomie à l'usage des artistes, Bourin Julliard, 1994)
- Der Frauenplan, Stuttgart 1991
- Die Literatur und das Komische, Bamberg 1993
- Der Sinnstift, Stuttgart
  - Texte, 1993
  - Hörspiele, 1993
- Unter Tanten und andere Stilleben, Stuttgart 1996
- Kleiner Reiseführer ins Nichts, Stuttgart 1999
- Da kann man nichts machen, Munich 2001